# Viscum ramosissimum
Viscum ramosissimum är en sandelträdsväxtart som beskrevs av William Roxburgh. Viscum ramosissimum ingår i släktet mistlar, och familjen sandelträdsväxter. Inga underarter finns listade i Catalogue of Life.